# První pomoc

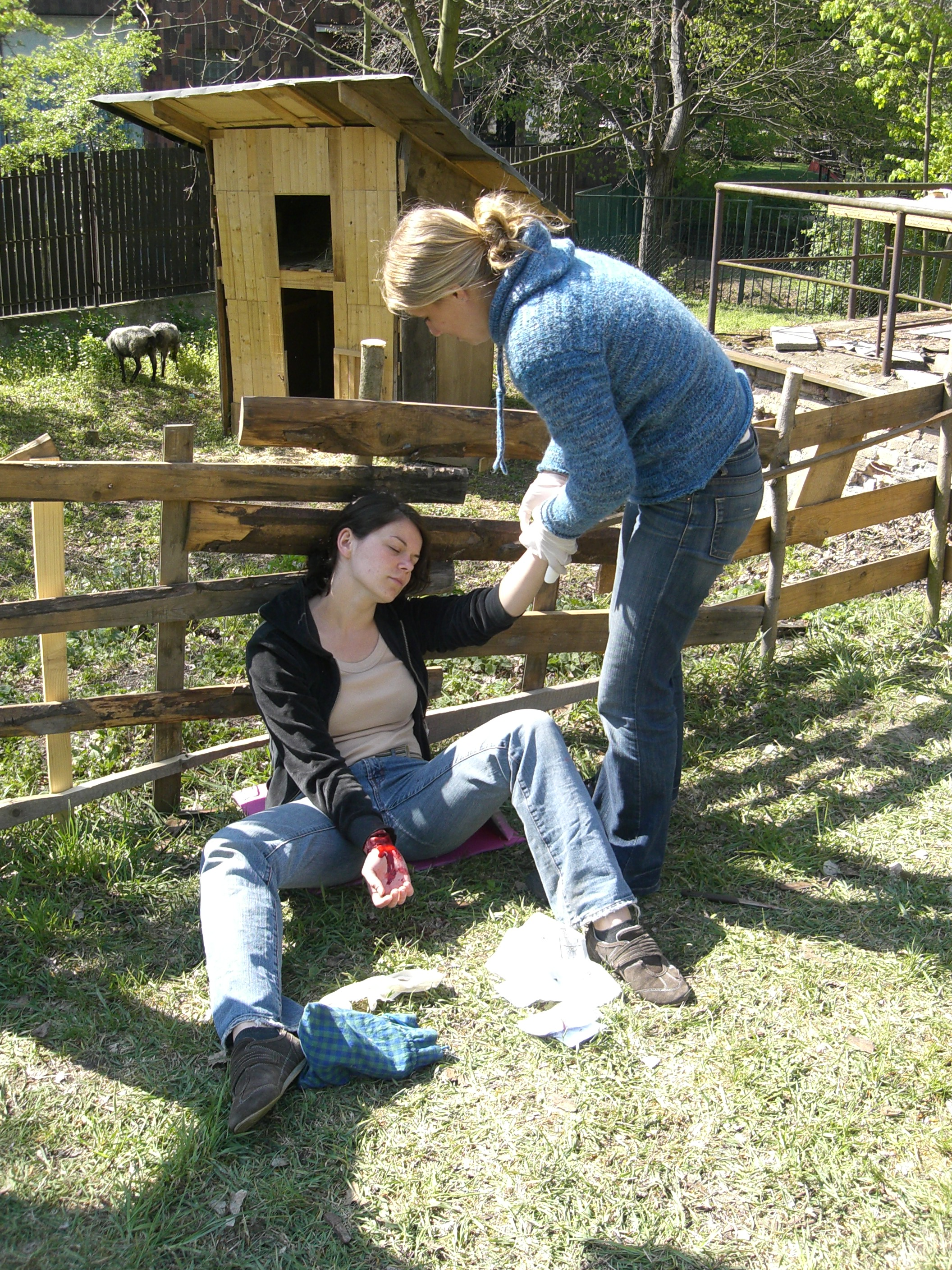
První pomoc osobě pokoušející se o sebevraždu podříznutím žil během školení vodních záchranářů (v rámci výcviku je fixována druhá zdravá ruka).

První pomoc (PP) je definována jako soubor jednoduchých úkonů a opatření, která při náhlém ohrožení života nebo postižení zdraví člověka omezují rozsah a důsledky tohoto ohrožení či postižení. Poskytnout první pomoc je v rámci svých schopností a sil ze zákona povinen každý občan České republiky, pokud tím neohrozí svoje zdraví či život.

## Dělení první pomoci
První pomoc lze rozdělit na několik typů:

### Laická první pomoc
Laická první pomoc je soubor základních opatření (zdravotních nebo technických), která lze provést laikem bez specializovaného vybavení. Úkolem laické první pomoci je zachovat základní životní funkce, předejít zhoršení zdravotního stavu a vzniku komplikací u postiženého a zajistit jeho bezpečí. Do laické první pomoci spadá zavolání zdravotnické záchranné služby, péče o postiženého do příjezdu ZZS, případně (v nutných případech) improvizovaný transport nebo přerušení působení sil bezprostředně ohrožujících zdraví nebo život postiženého.
Pro poskytnutí lze využít různé pomůcky - například systém SAFE-POINT - 6 kroků k záchraně života.

### Technická první pomoc
Technickou první pomoc zpravidla zajišťují speciálně vycvičené týmy (hasiči, horská služba, ad.). Úkolem technické první pomoci je vyproštění zraněného a jeho transport na bezpečné místo, případně odstranění příčiny úrazu.
V případě že není ohrožen zachráncův život může technickou první pomoc poskytnout i laický zachránce, např. těmito způsoby (podle povahy ohrožení):
- uhašení ohně
- vypnutí plynu nebo elektřiny
- vyproštění a přesunutí postiženého, pokud by ho jeho setrvání na místě nehody bezprostředně ohrožovalo na životě (např. otrava oxidem uhelnatým)[6]
- vyvětrání (např. v případě otravy nedýchatelnými nebo jedovatými plyny v malé koncentraci v uzavřeném prostoru)

### Odborná přednemocniční první pomoc
Odborné úkony prováděné zdravotnickým personálem (lékaři, sestry, zdravotnickými záchranáři, apod.), na základě zákonem definovaných kompetencí. Spadá sem diagnostika, indikace a podávání léčiv, provádění život zachraňujících úkonů, používání zdravotnických přístrojů pro diagnostiku (např. EKG, tonometr, kapnometr, …) i léčbu (např. defibrilátor, ventilátor, …)
Základním úkolem je stabilizace základních životních funkcí, obnovení základních životních funkcí, pokud je to možné úleva od bolesti a zmírnění obtíží.
Pro postupy řešení těchto stavů se postupuje podle postupů definovaných systémem ATLS® Advanced Trauma Life Support (akronym ABCDE) nebo modifikací BATLS® Battlefield Advanced Trauma Life Support (akronym CABCDE)
- Catastrophic haemorrhage control (zástava masivního zevního krvácení)
- Airway (zabezpečení průchodnosti dýchacích cest)
- Breathing (zabezpečení dýchání)
- Circulation (kontrola krevního oběhu)
- Disability (neurologický stav)
- Environment (celkové vyšetření, okolí)

Pro provádění kardiopulmonální resuscitace (KPR) se využívají protokoly Guidelines (aktuální) v systému ALS (advanced life support) vydané Evropskou resuscitační radou v Česku zastoupená Českou resuscitační radou.

### Nemocniční péče
Do nemocniční péče spadají oddělení JIP, ARO, aj. Tyto úkony provádí zdravotnický personál. Jejich úkolem je zlepšit zdravotní stav pacienta a vyléčit příčiny onemocnění.

## Povinnost poskytnout první pomoc
Do příjezdu záchranné služby je občan ve většině zemí světa povinen poskytnout první pomoc podle svých možností a schopností, pokud tím neohrozí své vlastní zdraví nebo život (požár, úseky pod napětím apod.). Neposkytnutí první pomoci je v České republice trestným činem, podle zákona č. 40/2009 Sb., trestní zákoník, ve znění pozdějších předpisů, kde jsou v § 150 a § 151 stanoveny sankce za neposkytnutí pomoci. Tento trestný čin je v zákoně přesně formulován, rozdílnou trestní sazbou je rozlišeno neposkytnutí pomoci v případech:
- kdy tak bylo možno učinit bez nebezpečí pro sebe nebo jiného,
- kdy byl podle povahy svého zaměstnání dotyčný povinen takovou pomoc poskytnout,
- kdy řidič dopravního prostředku, který po dopravní nehodě, na níž měl účast, neposkytne osobě, která při nehodě utrpěla újmu na zdraví, potřebnou pomoc, ač tak může učinit bez nebezpečí pro sebe nebo jiného.

U laiků se za dostatečné splnění povinnosti poskytnutí první pomoci považuje i jen přivolání odborné pomoci (např. ZZS, Hasiči, Horská služba, osobně přítomný lékař, apod.).
Při poskytování první pomoci je v České republice možné využít tzv. „institutu krajní nouze“ definovaného v § 28 zák. č. 40/2009 Sb., § 2906 a § 2907 zák. č. 89/2012 Sb. Tento institut ruší trestnost činů jinak trestných při odvracení nebezpečí, které by přitom způsobilo škodu stejnou nebo ještě větší a pokud nebylo možné se této škodě vyhnout jiným způsobem.

## Kardiopulmonální resuscitace
Kardiopulmonální resuscitace je zřejmě nejznámější (ne však jedinou) součástí první pomoci. Provádí se takto:
1. Pokud uvidíme někoho někde ležet, nejprve bychom se měli rozhlédnout, abychom zjistili, co se mu mohlo stát a abychom odhalili možná rizika pro sebe.
2. Zjistíme, zda je osoba při vědomí – osobu hlasitě oslovíme, případně zatřepeme ramenem nebo vyvoláme silný bolestivý podnět; pokud neodpovídá, tak:
3. Přivoláme pomoc z okolí hlasitým "POMOC!"
4. Nejbližší osobě nařídíme, aby přivolala Zdravotnickou záchrannou službu (případně ji zavoláme sami, ale až po život zachraňujících úkonech – např. zastavení masivního krvácení)
5. Zastavíme masivní vnější krvácení, nejlépe aplikací tlakového obvazu či zaškrcením nad ránou směrem k srdci (u tepen) nebo směrem od srdce (u žil)
6. Postiženému hlavu šetrně zakloníme a vyčistíme dutinu ústní (od žvýkaček, bonbonů, zvratek), přiložíme ucho k ústům postiženého a poslechem a zároveň oční kontrolou hrudníku zjistíme, zda postižený dýchá; pokud nezačne dýchat, tak:
7. Zahájíme kardiopulmonální resuscitaci a pokračujeme v jejím provádění až do příjezdu Zdravotnické záchranné služby nebo do úplného vyčerpání zachránců

Pozn.: Od roku 2010 se neškoleným laickým zachráncům doporučuje při kardiopulmonální resuscitaci pouze stlačovat hrudník a neprovádět umělé dýchání z úst do úst (plicní ventilaci). Zachránci vyškolení v resuscitaci by měli klasickým způsobem – střídat komprese hrudníku a umělé vdechy v poměru 30 : 2. 

### Zhodnocení stavu vědomí
Hodnocení hloubky bezvědomí můžeme orientačně rozlišit takto:
1. Bdělost. Nemocný či zraněný má otevřené oči, vnímá své okolí, nemusíme jej oslovovat, abychom se ujistili o jeho vědomí
2. Reaguje na slovní podnět. Na naše oslovení reaguje. Pokud je reakce zpomalena a spolupráce se zachráncem je minimální, hovoříme o somnolenci.
3. Reakce pouze na bolestivý podnět (štípnutí apod…). Opouštěný odborný termín pro tento stav je sopor. Nemocný je v nebezpečí ucpání dýchacích cest zapadnutím jazyka.
4. Nereaguje ani na bolestivé podněty. Odborný termín kóma, který je hojně laiky používán i pro předchozí stavy.

Dokonalejší rozdělení stavu vědomí popisuje detailně reakci nemocného. Zdravotnické záchranné služby používají tzv. Glasgowskou stupnici hloubky bezvědomí.

### Přivolání pomoci z okolí
Neméně důležitou částí první pomoci je přivolání pomoci z okolí. Okolní osoby nám mohou pomoci při poskytování první pomoci, přivolání ZZS, nebo polohování a transportu zraněných.

### Vyšetření dýchání
Nejdříve bychom měli zjistit, jestli postižený nemá něco v dutině ústní, poté mu uvolnit dýchací cesty a nakonec zkontrolovat jestli spontánně dýchá. Pokud bychom první krok provedli na druhém místě nebo až naposled, nečistoty z dutiny ústní by zapadly do uvolněných dýchacích cest a postižený by se nám udusil.
1. Pacientovi otočíme hlavu na stranu, otevřeme ústa a podíváme se, zda v nich není žvýkačka, bonbon, zubní protéza, zvratky, bahno či něco jiného co tam nepatří – pokud ano, jedním nebo dvěma prsty obalenými např. v kapesníku postiženému opatrně od jednoho koutku k druhému dutinu ústní vytřeme. Musíme si dávat pozor, abychom nečistoty nezatlačili hlouběji do dýchacích cest.
2. Když máme čistou dutinu ústní, tlakem na čelo a tahem za bradu postiženému zakloníme hlavu. Tím jsme uvolnili dýchací cesty.
3. Sledujeme hrudník – pokud nevidíme dýchací pohyby nebo vidíme jen ojedinělé, "lapavé" nádechy, zahájíme resuscitaci.

Pokud jsme byli svědky náhlého kolapsu postiženého, uvedení do stabilizované polohy se nedoporučuje pro riziko nerozpoznání náhlé zástavy oběhu (zástava dýchání následuje v takovém případě několik desítek sekund až několik minut po zástavě oběhu).

### Vyšetření krevního oběhu
Vzhledem k velkému zdržení (u pacienta bez pulsu až minuta) se podle současných (European guidelines 2015) návodů u nereagujících a nedýchajících pacientů hledání pulsu neprovádí. Provádí se pouze kontrola dechu, jelikož u pacienta bez krevního oběhu dochází k zástavě dýchání a naopak. Taktéž u nevycvičeného laika existuje reálné riziko, že cítí svůj vlastní puls, který falešně považuje za puls postiženého.
Z těchto důvodů není hmatání pulzu u osob v bezvědomí doporučováno a vyšetřování pulzu není součástí postupů laické první pomoci. Požadavek na hmatání pulzu je jeden z nejčastěji se opakujích mýtů první pomoci.
Puls je nejlépe hmatný na krkavici, na vřetenní tepně na zápěstí, na pažní a na stehenní tepně – pod tříselným vazem.

## Tísňové volání

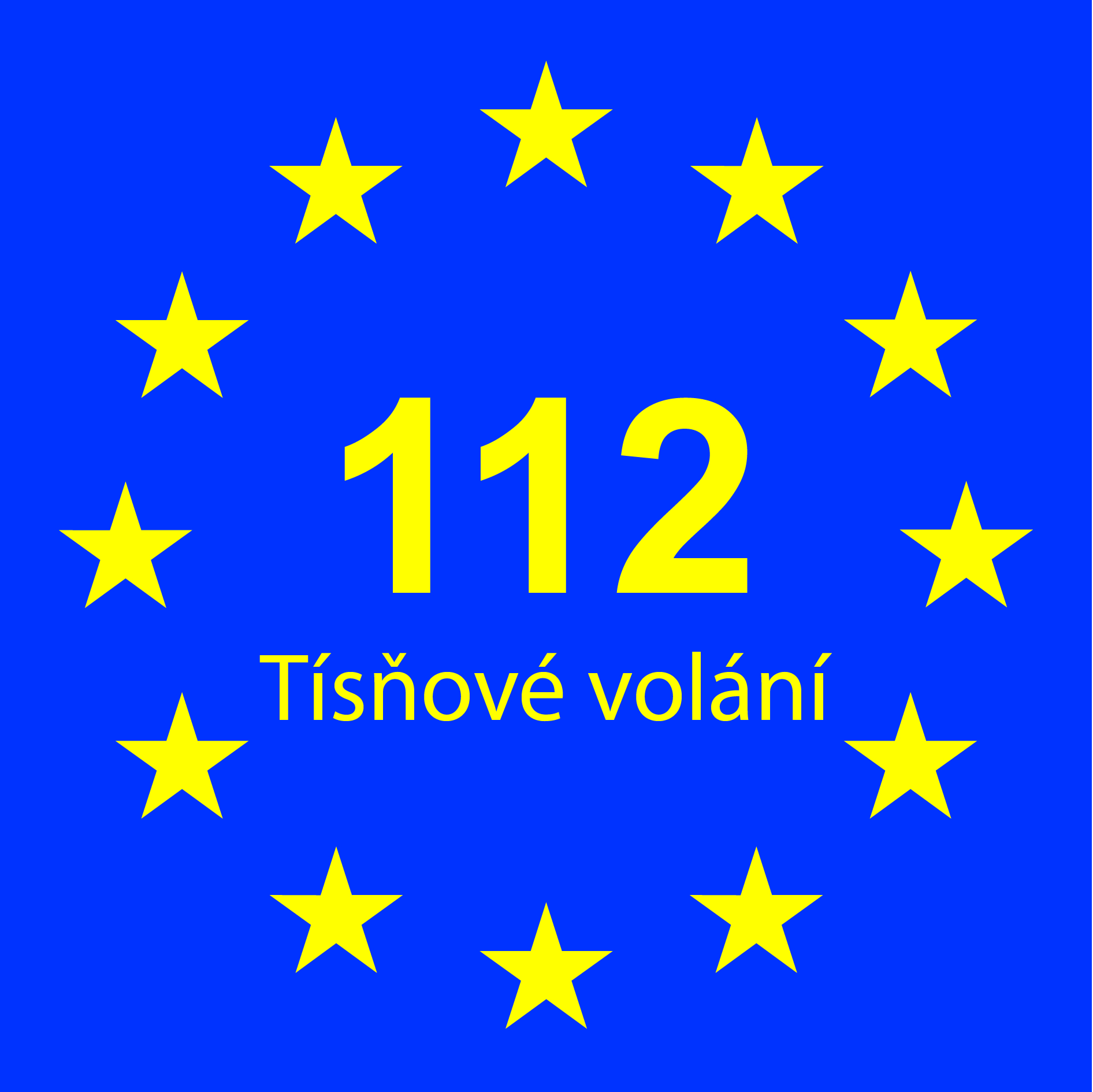
Mezinárodní evropské číslo tísňového volání je 112

Zdravotnickou záchrannou službu (ZZS) je možno v České republice a na Slovensku zavolat na tísňovém telefonním čísle 155 nebo za použití jednotného evropského čísla tísňového volání 112. Je nutné sdělit pokud možno co nejstručněji a nejpřesněji co nejvíce informací o místě nehody a rozsahu zranění. Během tísňového volání je dobré uvést tyto informace:
- Kde se událost stala – Nejlépe přesnou adresu nehody (jméno, město, ulice, číslo popisné). V případě malé obce je nutné uvést okres či kraj. V panelových domech je třeba uvést jmenovku dveří a poschodí. V otevřené krajině je nutné popsat významné orientační body, v případě více zachránců se může jeden ze zachránců vydat záchranné službě naproti a pomoci tak s navigací. Pokud došlo k nehodě v místech nedostupných pro vozidla ZZS nebo pokud je dopravní situace na přístupové trase komplikovaná, je vhodné na tuto skutečnost upozornit. V Praze a postupně i v dalších městech je možné pro zlepšení orientace zjistit a nahlásit číslo nejbližšího sloupu veřejného osvětlení (je umístěno na štítku ve výši očí).[13] Pokud nevíte kde se nacházíte, pomůže [GPS] navigace v mobilu nebo aplikace Záchranka.[15]
- Co se stalo – Jedná-li se o úraz, otravu, autonehodu atp., rozsah zranění, počet zraněných osob, zda se jedná o dítě či dospělého člověka, jsou-li zranění při vědomí a zda dýchají.
- Kdo volá – Uveďte své jméno a telefonní číslo, ze kterého voláte.

Již během sdělování těchto informací může dispečer vyslat posádku na místo zásahu. Umožňuje-li to stav postiženého, vydržte na telefonu a řiďte se pokyny dispečera. Můžete tak pomoci s navigací na místo zásahu.
Záchrannou službu voláme ještě před poskytnutím první pomoci v případě, že je postižen dospělý člověk. Je-li postiženým dítě mladší 8 let, voláme Záchrannou službu až po 1 minutě srdeční masáže a umělého dýchání.